# Березин, Анатолий Владимирович
Анатолий Владимирович Березин (12 ноября 1933 года, Москва — 31 марта 2003 года, там же) — советский военный инженер, Герой Социалистического Труда (1966), лауреат Государственной премии СССР (1985), генерал-майор.

## Биография
Родился в Москве. После окончания средней школы (1950) стал слушателем Военно-инженерной академии имени В. В. Куйбышева, которую окончил в 1956 году. В том же году направлен для прохождения службы на Научно-исследовательский испытательный полигон № 5 (НИИП-5), ныне известный как космодром Байконур.
Позднее (до 1970 года) служил в 130-м управлении инженерных работ (УИР) Главного управления специального строительства (Главспецстрой) Министерства обороны СССР, в том числе, в должностях главного инженера, начальника управления начальника работ, заместителя главного инженера, начальника производственного отдела.
С мая 1970 года по декабрь 1972 года — начальник 2-го отдела — заместитель главного инженера 36-го военно-строительного управления Главного военного строительного управления МО СССР.
В декабре 1972 года переведён в КГБ СССР, в том числе, в 1981-1988 годах являлся заместителем начальника 9-го Управления Комитета. В данной должности курировал вопросы строительства и эксплуатации правительственных объектов в Крыму, включая дачу президента СССР М. С. Горбачёва в Форосе.
В 1988 году переведён в запас, позднее — уволен в отставку.
После ухода с военной службы некоторое время трудился в Госстрое СССР, а затем — Госстрое России.
Умер в Москве, похоронен на Троекуровском кладбище столицы.

## Из воспоминаний
Спустя две недели после того, как дача была успешно сдана государственной комиссии, дочь Горбачёва Ирина наступила на портьеру. Карниз, к которому крепилась портьера, упал и слегка задел ее.

Разбираться с делом «о портьере» заставили лично начальника Девятого управления КГБ генерал-лейтенанта Юрия Сергеевича Плеханова, вызвав из отпуска. После замены всех портьер на ламбрекены Лайшева и заместителя начальника «девятки» генерал-майора Анатолия Владимировича Березина (он строил космодром Байконур и был Героем Социалистического труда) освободили от должностей и вывели в резерв.

## Награды
- Герой Социалистического Труда (29.07.1966 г. — за выдающиеся заслуги в строительстве и монтаже специальных объектов)
- Орден Ленина (29.07.1966 г.)
- Орден Красной Звезды (13.12.1977 г.)
- Государственная премия СССР  (1985 г. — за выполнение специальных заданий Правительства СССР)
- Почётный строитель Байконура